# Dog & Scissors
Dog & Scissors - giù le forbici (犬とハサミは使いよう?, Inu to hasami wa tsukaiyō, lett. "Cani e forbici richiedono buona maneggevolezza"), è una serie di light novel scritta da Shunsuke Sarai ed illustrata da Tetsuhiro Nabeshima, pubblicata in quattordici volumi dalla Enterbrain, sotto l'etichetta Famitsū Bunko, tra febbraio 2011 e gennaio 2015. Un adattamento manga, edito in Italia da Panini Comics, ha iniziato la serializzazione sullo Shōnen Ace di Kadokawa Shoten il 26 maggio 2012. Un adattamento anime, prodotto dalla Gonzo, è stato trasmesso in Giappone tra il 1º luglio e il 16 settembre 2013.

## Trama
La storia è incentrata su Kazuhito Harumi, un liceale ossessionato dalla lettura di libri ma, mentre sta leggendo in un bar, viene colpito e ucciso nel proteggere uno sconosciuto durante una rapina. Poiché è determinato a leggere l'ultimo lavoro inedito del suo autore preferito, ha una seconda possibilità e si reincarna come un bassotto a pelo lungo.
Come cane viene adottato da Kirihime Natsuno, la persona che ha salvato quel giorno, nonché l'unica persona in grado di comprenderlo nella sua nuova forma. Kazuhito scopre quindi di non essere solo la sua scrittrice preferita, ma anche una sadica che si diverte a terrorizzarlo con le forbici.

## Media

### Light novel
La serie è stata scritta da Shunsuke Sarai con le illustrazioni di Tetsuhiro Nabeshima. Il primo volume è stato pubblicato il 28 febbraio 2011, mentre l'ultimo è stato messo in vendita il 30 gennaio 2015. Dei quattordici volumi editi dalla Enterbrain sotto l'etichetta Famitsū Bunko, quattro, sottotitolati Dog Ears, sono raccolte di storie secondarie.
| 1                   | 28 febbraio 2011                            | ISBN 978-4-04-727077-0                                                      |
| 2                   | 30 aprile 2011                              | ISBN 978-4-04-727221-7                                                      |
| 3                   | 29 agosto 2011                              | ISBN 978-4-04-727470-9                                                      |
| 4                   | 29 febbraio 2012                            | ISBN 978-4-04-727842-4                                                      |
| 5                   | 30 giugno 2012                              | ISBN 978-4-04-728123-3                                                      |
| 6                   | 30 gennaio 2013                             | ISBN 978-4-04-728656-6                                                      |
| 7                   | 29 giugno 2013 (ed. regolare & speciale)    | ISBN 978-4-04-728972-7 (ed. regolare) ISBN 978-4-04-728973-4 (ed. speciale) |
| 8                   | 30 gennaio 2014                             | ISBN 978-4-04-729398-4                                                      |
| 9                   | 30 maggio 2014                              | ISBN 978-4-04-729664-0                                                      |
| 10                  | 29 settembre 2014 (ed. regolare & speciale) | ISBN 978-4-04-729914-6 (ed. regolare) ISBN 978-4-04-729915-3 (ed. speciale) |
| Dog Ears (4 volumi) |                                             |                                                                             |
| 1                   | 29 ottobre 2011                             | ISBN 978-4-04-727584-3                                                      |
| 2                   | 29 settembre 2012                           | ISBN 978-4-04-728354-1                                                      |
| 3                   | 30 agosto 2013                              | ISBN 978-4-04-729093-8                                                      |
| 4                   | 30 gennaio 2015                             | ISBN 978-4-04-730176-4                                                      |

### Manga

Copertina del primo volume dell'edizione italiana, raffigurante Kazuhito (sotto forma di cane) e Kirihime

Un adattamento manga di Kamon Ōniwa è stato serializzato sulla rivista Shōnen Ace della Kadokawa Shoten dal 26 maggio 2012 al 25 marzo 2014. I capitoli sono stati raccolti in quattro volumi tankōbon, che sono stati pubblicati tra il 24 gennaio 2013 e il 26 aprile 2014. In Italia i diritti sono stati acquistati da Panini Comics per Planet Manga, che ha pubblicato i volumi tra il 26 febbraio e il 27 agosto 2015.

#### Volumi
| Nº | Data di prima pubblicazione | Data di prima pubblicazione | Data di prima pubblicazione |
| Nº | Giapponese                  | Giapponese                  | Italiano                    |
| -- | --------------------------- | --------------------------- | --------------------------- |
| 1  | 24 gennaio 2013             | ISBN 978-4-04-120561-7      | 26 febbraio 2015            |
| 2  | 21 giugno 2013              | ISBN 978-4-04-120742-0      | 30 aprile 2015              |
| 3  | 22 agosto 2013              | ISBN 978-4-04-120847-2      | 25 giugno 2015              |
| 4  | 26 aprile 2014              | ISBN 978-4-04-121098-7      | 27 agosto 2015              |

### Anime
Un adattamento anime, prodotto da Gonzo e diretto da Yukio Takahashi, è andato in onda dal 1º luglio al 16 settembre 2013. Le sigle di apertura e chiusura sono rispettivamente Wan wan wan wan N_1!! (わんわんわんわんN_1!!?) del gruppo Inu Musume Club (formato dalle doppiatrici Marina Inoue, Kana Asumi, Shizuka Itō, Ai Kakuma e Yū Serizawa) e Lemonade Scandal (レモネイドスキャンダル?) di Yū Serizawa. In varie parti del mondo gli episodi sono stati trasmessi in streaming, in contemporanea col Giappone, da Crunchyroll, mentre in America del Nord i diritti sono stati acquistati dalla Sentai Filmworks.

#### Episodi
| Nº | Titolo italiano (traduzione letterale) Giapponese 「Kanji」 - Rōmaji                                        | In onda           | In onda |
| Nº | Titolo italiano (traduzione letterale) Giapponese 「Kanji」 - Rōmaji                                        | Giapponese        |         |
| 1  | Anche i cani hanno il loro momento di gloria 「犬も歩けば棒に当たる」 - Inu mo arukeba bō ni ataru          | 1º luglio 2013    |         |
| 2  | Battere il cane finché è caldo 「犬は熱いうちに打て」 - Inu wa atsui uchi ni ute                            | 8 luglio 2013     |         |
| 3  | Il cane invernale vola nel fuoco 「飛んで火に入る冬の犬」 - Tonde hi ni iru fuyu no inu                     | 15 luglio 2013    |         |
| 4  | Un uomo che affoga si aggrappa al cane 「溺れる者は犬をも掴む」 - Oboreru mono wa inu o mo tsukamu          | 22 luglio 2013    |         |
| 5  | Chi non risica, non guadagna cani 「虎穴に入らずんば犬を得ず」 - Koketsu ni irazunba inu o ezu              | 29 luglio 2013    |         |
| 6  | La pioggia calma il cane 「雨降って犬固まる」 - Amefutte inu katamaru                                       | 5 agosto 2013     |         |
| 7  | Il cane non verrebbe sparato se non per i suoi guaiti 「犬も鳴かずば撃たれまい」 - Inu mo nakazuba utaremai | 12 agosto 2013    |         |
| 8  | Cani con moderazione 「湯に入りて犬に入らざれ」 - Yu ni irite inu ni irazare                                | 19 agosto 2013    |         |
| 9  | Non c'è fumo senza cane 「犬無いところに煙は立たず」 - Inu nai tokoro ni kemuri wa tatazu                   | 26 agosto 2013    |         |
| 10 | Il tempo vola come un cane 「光陰犬の如し」 - Kōin inu no gotoshi                                           | 2 settembre 2013  |         |
| 11 | Un cane per caso è predestinato 「犬振り合うも多生の縁」 - Inu furiau mo tashō no en                        | 9 settembre 2013  |         |
| 12 | Cani e forbici richiedono buona maneggevolezza 「犬とハサミは使いよう」 - Inu to hasami wa tsukaiyō         | 16 settembre 2013 |         |